# Нервеза дела Баталя
Нервѐза дела Бата̀ля (на италиански: Nervesa della Battaglia; на венециански: Nervexa, Нервеза) е градче и община в Северна Италия, провинция Тревизо, регион Венето. Разположено е на 78 m надморска височина. Населението на общината е 6853 души (към 2010 г.).